# Fatima Whitbread
Fatima Whitbread (dekliški priimek Vedad), angleška atletinja, * 3. marec 1961, London.
Nastopila je na poletnih olimpijskih igrah v letih 1980, 1984 in 1988, ko je osvojila naslov olimpijske podprvakinje v metu kopja, leta 1984 pa bronasto medaljo. Na svetovnih prvenstvih je osvojila naslov prvakinje leta 1987 in srebrno medaljo leta 1983, na evropskih prvenstvih pa naslov prvakinje leta 1986. 28. avgusta 1986 je postavila svetovni rekord v metu kopja s 77,44 m, veljal je enajst mesecev.